# Els experts
Els experts (original anglès: The Experts) és una comèdia pel·lícula estatunidenca estrenat el 1989.

## Sinopsi
Travis i Wendell són segrestats quan van camí a obrir un club nocturn a Nebraska. Un agent de la KGB els porta a l'URSS perquè els ensenyin els agents de l'organització a ser tan "cool" com els nord-americans.

## Repartiment
- John Travolta com Travis
- Arye Gross com Wendell
- Kelly Preston com Bonnie
- Deborah Foreman com Jill
- James Keach com Yuri
- Jan Rubeš com Illyich
- Brian Doyle-Murray com Senyor Jones
- Charles Martin Smith com Cameron Smith
- Mimi Maynard com Betty Smith
- Eve Brent com Tia Thelma
- Rick Ducommun com Sparks
- Steve Levitt com Gil
- Tony Edwards com Nathan
- David Mcalpine com Farmboy